# Anydrophila kasyi
Anydrophila kasyi är en fjärilsart som beskrevs av Edward P. Wiltshire 1976. Anydrophila kasyi ingår i släktet Anydrophila och familjen nattflyn. Inga underarter finns listade i Catalogue of Life.